# Off-the-Record Messaging
Off-the-Record Messaging, OTR — криптографічний протокол, що забезпечує стійке шифрування для спілкування в клієнтах програм для обміну швидкими повідомленнями. OTR використовує комбінацію алгоритму з симетричним ключем AES, протоколу Діффі-Гелмана та хеш-функції SHA-1. Створений криптографами Ієном Голдбергом (англ. Ian Goldberg) та Нікітой Борісовим (англ. Nikita Borisov).
Основною метою створення протоколу було бажання забезпечити надійність і секретність онлайн спілкування без можливості запису, ніби це була приватна зустріч в тет-а-тет (off the record — в журналістському слензі). Це контрастує з іншою групою криптографічних засобів, які після процесу шифрування мають вихідні файли, що можна використати для ідентифікації співрозмовників чи виявлення змісту спілкування. У більшості випадків люди не знають про це, а також, що безпечніше в деяких випадках використовувати саме протокол OTR.
Розробниками була опублікована клієнтська бібліотека, щоб допомогти розробникам ПЗ включити протокол до своїх програм. Нині існують плагіни для програм обміну швидкими повідомленнями Pidgin та Kopete, що дозволяє використовувати OTR поверх будь-якого протоколу, який підтримується цими програмами.